# Рак нирки
Рак нирки — це захворювання, що є злоякісним новоутворенням у нирці. За даними статистики на рак нирки припадає близько 2 % всіх онкологічних захворювань.
У структурі онкологічних захворювань він займає 10 місце, але слід враховувати, що в останні роки відзначено триразове збільшення кількості пацієнтів зі злоякісними утвореннями в нирках. Чоловіки хворіють у 2 рази частіше, ніж жінки, що, мабуть, пояснюється поширенням куріння серед чоловічої частини населення і більш шкідливими умовами праці. Особливо тривожить той факт, що лікування раку нирки все частіше потрібна молодим людям, хоча раніше дане захворювання вражало в основному осіб літнього віку.

## Форми раку нирок
- Саркома нирки (пухлина Вільмса), що вражає винятково ранній дитячий вік (у 90 % випадків до 5 років) і складає майже половину всіх злоякісних пухлин у дітей;
- Нирково-клітинна карцинома (походить із паренхіми нирки);
- Рак нирки чи рак балії (аденокарцинома, яка виходить з епітелію ниркових балій), яка складає 7 % всіх пухлин нирок.

## Причини захворювання
- порушення на генетичному рівні, зокрема, втрата сегмента третьої хромосоми;
- синдром Гіппеля-Ліндау і інші спадкові захворювання;
- імунодефіцитні стани;
- неконтрольований прийом сечогінних препаратів, особливо діуретичних засобів;
- цукровий діабет;
- неправильне харчування з переважанням жирної, смаженої їжі;
- іонізуюче випромінювання;
- куріння — це одна з найголовніших причин, по якій у людини виникає рак нирки. Метастази у курців набагато більш численні, та й сама хвороба протікає, як правило, досить важко. В цілому, палять люди захворюють на рак нирки на 60 % частіше, ніж ті, хто не відчуває тяги до нікотину і не спілкується з курцями.

## Симптоми
- постійна слабкість
- прогресуюче схуднення
- незначне підвищення температури тіла (до 37,2)
- біль в правій, лівій або обох бічних зонах живота
- підвищений артеріальний тиск
- виникають ознаки анемії — прискорене серцебиття, задишка, зміна складу крові
- присутність крові в сечі
- можливість пальпувати новоутворення

## Стадії раку
I стадія — клітини пухлини незначно відрізняються від нормальних, здорових клітин ниркової тканини. Рак розвивається повільно, прогнози сприятливі. Пухлина локалізована всередині нирки і не виступає за межі ниркової капсули.
II стадія — помірно-диференційована — ця форма раку найчастіше зустрічається. Здорові та хворі клітини мають чітко виражені відмінності, але пухлина, як і раніше росте повільно і піддається лікуванню. Також пухлина може виходити за межі ниркової капсули.
III стадія — пухлина зачіпає лімфатичну і кровоносну системи.
IV стадія — недиференційований рак нирки. Уражені клітини значно відрізняються від здорових, вказують на агресивну форму захворювання. При IV стадії рак нирки дає метастази в сусідні органи (легені, печінка) і віддалені лімфатичні вузли. Лікування раку нирки на даній стадії значно ускладнено або зовсім неможливо. Пухлина охоплює й інші близько розташовані органи або дає метастази в віддалені органи.
Необхідно зауважити, що виділяючи стадії нирки, лікарі можуть не тільки класифікувати хворобу, але й визначити розміри пухлини, її локалізацію, підвищуючи тим самим рівень виживаності хворих.

## Діагностування та лікування
Комплексна діагностика включає такі дослідження:
- аналізи крові (загальний та біохімічний)
- УЗД органу
- КТ
- МРТ
- пункційна біопсія пухлини
- аналіз сечі на наявність атипових клітин

Лікування:
- операція — є радикальним і найефективнішим підходом до лікування хвороби. Повне видалення нирки при раку на ранній стадії дозволяє робити оптимістичні прогнози на подальше лікування. Якщо розмір пухлини не перевищує 5 см, вдаються до резекції — видалення пухлини із збереженням функціональних можливостей нирки;
- променева терапія — не є повністю ефективна, але дає змогу пацієнту почуватися краще;
- хімієтерапія — при лікуванні раку нирки проводиться нечасто через нечутливість даного типу злоякісної пухлини до сучасних препаратів;
- імунотерапія і таргетна терапія — ці методи дозволяють зберегти життя пацієнта на роки
- віротерапія — метод полягає у використанні онколітичних вірусів для боротьби з пухлиною нирки, але поки знаходиться в стадії клінічних досліджень.

## Прогноз при раку нирки
На першій стадії хвороби, за умови грамотного підходу до лікування прогноз сприятливий, 90 % хворих виліковуються.
В залежності від вогнищ ураження, на другій стадії раку нирки можна домогтися 60-70 % виживання.
Якщо були вражені лімфатичні вузли (третя стадія), 5-ти річної виживаності можна домогтися у 20 % хворих.
Пухлини Вільмса в дітей в останні роки з успіхом лікують комплексною терапією: опроміненням у сполученні з хірургічним втручанням і хімієтерапією.
Якщо ж хвороба виявлена на останній своїй стадії, спостерігаються множинні метастази, то прогноз при раку нирки, як правило, несприятливий. Виживаність не перевищує одного року і знаходиться в межах шести місяців.